# Кальван, Иосиф Иванович
Иосиф Иванович Кальван (1896—1938) — кавалер трёх орденов Красного Знамени до учреждения ордена Ленина, комбриг Рабоче-крестьянской Красной Армии.

## Биография
Иосиф Кальван родился в деревне Шалой (ныне — территория Республики Латвия) 13 января (25 января по новому стилю) 1896 года в крестьянской семье. В 1915 году был призван на службу в царскую армию. Участвовал в Первой мировой войне, дослужился до звания старшего унтер-офицера. В 1918 году вступил в партию большевиков, в декабре того же года добровольно пошёл на службу в Рабоче-крестьянскую Красную Армию. Принимал участие в Гражданской войне, прошёл путь от начальника заставы пограничной охраны до командира 502-го стрелкового полка 3-й армии.
Неоднократно отличался в боях Гражданской войны. 5 мая 1920 года батальон под командованием Иосифа Кальвана получил задачу выбить войска противника с занимаемых позиций между местечком Пышно и деревне Слободка, и, несмотря на численное превосходство противника, успешно справился с этой задачей. 7 мая у деревни Черницы батальон Кальван трижды водил батальон в атаку, при этом был ранен, но поля боя не покинул, продолжая сражаться и успешно выполнив боевую задачу. Приказом Революционного военного совета Республики № 572 от 13 ноября 1920 года Иосиф Кальван был награждён орденом Красного Знамени.
20 июня 1920 года Кальван отличился во время боёв в ходе советско-польской войны, в частности, наступлении на Варшаву. Приказом Революционного военного совета Республики № 353 от 31 декабря 1921 года Иосиф Кальван был награждён вторым орденом Красного Знамени.
24 июня 1920 года помощник командира стрелкового полка Кальван отличился в бою у деревни Золотеевки-Заболоты. Приказом Революционного военного совета Республики № 105 от 19 апреля 1924 года Иосиф Кальван был награждён третьим орденом Красного Знамени.
После окончания войны Кальван продолжил службу в Рабоче-крестьянской Красной Армии. В 1922 году он окончил высшую стрелковую школу, в 1929 году — Военную академию РККА. Командовал стрелковым полком, затем Ленинградской пехотной школой.
26 января—10 февраля 1934 года делегат XVII съезда ВКП(б) с решающим голосом от Ленинградской парторганизации.
В 1934—1935 годах — командир-комиссар Карельской егерской бригадой. Член ЦИК Карельской АССР.
В 1935—1937 годах — командир-комиссар 4-й Туркестанской стрелковой бригады, командир 7-го стрелкового корпуса. Участвовал в боях с басмаческими формированиями. В 1937 году Кальван был назначен командиром 7-го стрелкового корпуса.
2 декабря 1937 года Кальван был арестован органами НКВД СССР. 20 февраля 1938 года Военная коллегия Верховного Суда СССР приговорила его к высшей мере наказания — смертной казни. Приговор был приведён в исполнение в тот же день. Решение Военной коллегии Верховного Суда СССР от 6 октября 1956 года Кальван посмертно был реабилитирован.